# Jerry Cronin
Jeremiah Cronin (14 septembre 1925 - 19 octobre 1990) est un homme politique irlandais du Fianna Fáil. Il est élu au Dáil Éireann aux élections générales de 1965 en tant que Teachta Dála (TD) Fianna Fáil pour la circonscription de Cork Nord-Est. Il est nommé au gouvernement irlandais comme ministre de la Défense de 1970 à 1973 sous le Taoiseach Jack Lynch. Cronin prend sa retraite de la politique intérieure lors des élections générales de 1981, après avoir été élu au Parlement européen pour un mandat de cinq ans en 1979.
Il est né à Currabeha, Fermoy, comté de Cork, fils d'Alice Mulcahy et Sean Cronin. Son oncle, Arthur Mulcahy, est membre de l'armée républicaine irlandaise et est tué par les forces britanniques pendant la guerre d'indépendance irlandaise le 22 mars 1921. Jerry Cronin est décédé le 19 octobre 1990 des suites de la maladie de Parkinson. Il est marié à Shelia Sheehan ; ils vivaient à Mallow, dans le comté de Cork, et ont six enfants.